# نيت ميلر (لاعب كرة قدم أمريكية أمريكي)
نيت ميلر (بالإنجليزية: Nate Miller)‏ هو لاعب كرة قدم أمريكية أمريكي، ولد في 21 مارس 1958.

## وصلات خارجية
- نيت ميلر (لاعب كرة قدم أمريكية أمريكي) على موقع JustSportsStats.com (الإنجليزية)